# 医療費亡国論

日本の社会的支出。緑は医療、赤は年金、紫はその他

日本の人口ピラミッド

医療費亡国論（いりょうひぼうこくろん）とは、日本で当時の厚生省保険局長吉村仁が1983年（昭和58年）1月31日の全国保険・年金課長会議において発表した「医療費増大は国を滅ぼす」という論のことである。吉村は同会議で「医療保険制度をいま改革しなくては、必ず崩壊する」と発表した。

## 雑誌への寄稿
吉村仁は1983年（昭和58年）3月に「医療費をめぐる情勢と対応に関する私の考え方」というレポートを旬刊誌『社会保険旬報』（社会保険研究所、1424号、pp.12-14）に寄稿する。吉村は同レポートに「このまま医療費が増え続ければ、国家がつぶれるという発想さえ出てきている。これは仮に医療費亡国論と称しておこう」と著している。
本田宏は同レポートの要点を以下のようにまとめている。
- 国民の医療・福祉の負担が増えると、国民の消費行動が抑制されて経済に影響が出る。
- 病気の治療よりも予防に力を入れる方が医療費抑制に効果的である。
- 「1県1医大」政策により将来は医師過剰、病床過剰となる。

### 衆議院社会労働委員会での答弁
吉村仁が『社会保険旬報』に寄稿したレポート「医療費をめぐる情勢と対応に関する私の考え方」は1983年（昭和58年）5月19日の衆議院社会労働委員会でも取り上げられた。吉村は浦井洋から質問され、以下のようなやりとりがあった。

## 1984年健康保険法改正
吉村仁はこの方針に基づき、1984年に健康保険法の大改正を成し遂げた。現役世代医療費に１割自己負担を導入、退職者医療制度の創設、また老人保健法に基づく老人保健制度（後期高齢者医療制度#歴史）などが創設された。

## 関連文献
- 吉村仁「医療費をめぐる情勢と対応に関する私の考え方」『社会保険旬報』1424号  1983（昭和58年）3月、12-14頁。
- 吉村仁「医療費をめぐる情勢と対応に関する私の考え方」『健康保険』第37巻第3号、健康保険組合連合会、1983年3月、28-32頁、NAID 40001061579。